# سه مقاله در باب دین
سه مقاله در باب دین: طبیعت، فایده دین و خداباوری (انگلیسی: Three Essays on Religion) کتابی است در سال ۱۸۷۴ توسط فیلسوف انگلیسی جان استوارت میل که پس از مرگ توسط دخترخوانده‌اش هلن تیلور منتشر شد که او نیز مقدمه آن را نوشته‌است. این مقاله از سه مقاله تشکیل شده‌است: «طبیعت» و «فایده دین»، هر دو بین سالهای ۱۸۵۰ و ۱۸۵۸ نوشته شده‌اند، در حالی که «تئیسم» بین سالهای ۱۸۶۸ و ۱۸۷۰ نوشته شده‌است. این کتاب منتقد دیدگاه‌های مذهبی سنتی است، در عوض از «دین انسانیت» دفاع می‌کند

## انشا

### طبیعت
در این مقاله، میل این ایده را مطرح می‌کند که اخلاقی بودن یک عمل را می‌توان بر اساس طبیعی یا غیرطبیعی بودن آن قضاوت کرد. سپس دو مفهوم اصلی از «طبیعت» را مطرح می‌کند، اولی «کل نظام اشیاء» و دومی «چیزها آنطور که هستند، جدای از دخالت انسان».میل استدلال می‌کند که هیچ‌یک از این تعریف‌ها دلالت بر این ندارند که طبیعت می‌تواند منبعی برای هدایت اخلاقی باشد.

### فایده دین
این مقاله ادعا می‌کند که دین ماوراء طبیعی مزیتی نسبت به دین غیر ماوراء طبیعی دارد، زیرا این امید را برای مردم فراهم می‌کند که زندگی پس از مرگ ادامه یابد. با وجود این، میل به سوء استفاده مردم از کسانی که به دنبال زنده ماندن از مرگ خود هستند مشکوک است.

### خداباوری
در مقاله پایانی کتاب، میل تعدادی استدلال برای وجود خدا را با استفاده از روش‌شناسی مبتنی بر شواهد بررسی می‌کند. او استدلال می‌کند که دین باید «به عنوان یک سؤال کاملاً علمی بررسی شود» و باید به همان روشی که سایر سؤالات در علم بررسی می‌شود، مورد آزمایش قرار گیرد. میل بر اساس رویکرد خود استدلال می‌کند که توحید بهتر از شرک است، اگرچه این لزوماً به معنای صحیح تر بودن توحید نیست.